# クラブ・デ・ヒムナシア・イ・エスグリマ・ラ・プラタ
クラブ・デ・ヒムナシア・イ・エスグリマ・ラ・プラタ（スペイン語: Club de Gimnasia y Esgrima La Plata、スペイン語発音: [ˈkluβ ðe ximˈnasja i ezˈɣɾima la ˈplata], 英語: La Plata Gymnastics and Fencing Club）、通称ヒムナシア・ラ・プラタ（Gimnasia La Plata）は、アルゼンチン・ブエノスアイレス州ラ・プラタを本拠地とするサッカークラブである。単にヒムナシア（Gimnasia）、またはCGEと表記されることもある。アルゼンチンサッカー界の英雄ディエゴ・マラドーナが死去する2020年11月25日まで監督を務めていたクラブとして知られる。
2022シーズンはプリメーラ・ディビシオン（1部）に所属する。ヒムナシア・ラ・プラタはアルゼンチン最古のクラブで1887年に設立された。また、ペルーのリマ・クリケット・アンド・フットボール・クラブ（1859年に設立）のように設立年が、ヒムナシア・ラ・プララタよりも古いクラブが南米には存在するが、自分たちが南米最古のクラブでもあると宣言している。

## 名称
名前は日本語に訳すと「ラ・プラタ・器械体操とフェンシング・クラブ」という名前である。これは設立当時、この2つのスポーツが主体のクラブだったからである。

## ニックネーム
El Lobo
ヒムナシア・ラ・プラタの愛称で最もよく使われるのは、El Lobo（ロボ、狼の意）である。この愛称は1962年シーズンに、チームが素晴らしいフットボールを見せたことから生まれた。このシーズンは9連勝して15節まで無敗であった。最終的には3位という成績であったが優勝争いをする活躍をした。この愛称のアイディアはヒムナシアのスタジアムがラ・プラタ市の森の中にあり、豊かな自然の中にあったことと、このチームが抜け目なく、素早く、動物的でまるで狼のようであったからである。この愛称はクラブを象徴するような呼び名となった。
あとLos Triperos（ロス・トリペロス：大食漢の意）という愛称も持つ。これはクラブの初期、サポーターに屠畜場で働く人が多く、彼らが自分達のことをこう呼んだからである。

## ライバル
ヒムナシア・ラ・プラタのライバルは、同じラ・プラタを本拠地とするエストゥディアンテス・デ・ラ・プラタである。このクラシコはクラシコ・プラテンセ（又はクラシコ・デ・ラ・プラタ）と言われている。 オレ紙の2005年の統計によると、このクラシコはアルゼンチンで5番目に関心を持たれているクラシコである。

## タイトル

### 国内タイトル
- プリメーラ・ディビシオン: 1回
  - 1929 [4]
- コパ・センテナリオ・デ・ラAFA : 1回
  - 1993 [5]
- プリメーラB : 3回
  - 1944, 1947, 1952 [6][7][8][9]

### 国際タイトル
なし

## 現所属メンバー
2022年9月11日現在
注：選手の国籍表記はFIFAの定めた代表資格ルールに基づく。
| No. | Pos. |              | 選手名                 |
| --- | ---- | ------------ | ---------------------- |
| 1   | GK   | アルゼンチン | トマス・ドゥルソ       |
| 2   | DF   | ウルグアイ   | ギジェルモ・フラッタ   |
| 3   | DF   | アルゼンチン | オスカル・ピリス       |
| 4   | DF   | アルゼンチン | レオナルド・モラレス   |
| 5   | MF   | アルゼンチン | エマヌエル・セッチーニ |
| 6   | DF   | アルゼンチン | ギジェルモ・エンリケ   |
| 9   | FW   | アルゼンチン | レアンドロ・コンティン |
| 10  | MF   | ウルグアイ   | ブライアン・アレマン   |
| 11  | FW   | パラグアイ   | ラモン・ソサ           |
| 15  | FW   | アルゼンチン | フランコ・ソルダーノ   |
| 17  | GK   | アルゼンチン | ロドリゴ・レイ         |
| 18  | MF   | アルゼンチン | ニコラス・コラソ       |
| 19  | MF   | アルゼンチン | エスタニスラオ・ハラ   |
| 21  | MF   | アルゼンチン | ラウタロ・チャベス     |

| No. | Pos. |              | 選手名                   |
| --- | ---- | ------------ | ------------------------ |
| 22  | MF   | アルゼンチン | マティアス・ミランダ     |
| 24  | DF   | アルゼンチン | ヘルマン・ギフレイ       |
| 25  | FW   | アルゼンチン | クリスティアン・タラゴナ |
| 26  | FW   | アルゼンチン | フランコ・トーレス       |
| 27  | MF   | アルゼンチン | マヌエル・インサウラルデ |
| 28  | MF   | アルゼンチン | トマス・ムロ             |
| 30  | FW   | アルゼンチン | アグスティン・カルドーソ |
| 32  | DF   | アルゼンチン | マティアス・メジューソ   |
| 33  | MF   | アルゼンチン | ネリー・レジェス         |
| 35  | DF   | アルゼンチン | ブルーノ・パラッツォ     |
| 39  | FW   | アルゼンチン | アレクシス・ドミンゲス   |
| 41  | DF   | アルゼンチン | ゴンサロ・ゴンサレス     |
| 43  | FW   | アルゼンチン | エリク・ラミレス         |
| 44  | FW   | アルゼンチン | ベンハミン・ドミンゲス   |

## 歴代監督
- ロヘリオ・ドミンゲス
- ルイス・ガリスト
- アドルフォ・ペデルネラ
- グレゴリオ・ペレス
- ロベルト・ペルフーモ
- ホセ・ラモス・デルガド
- ハイム・ホセ・ロットマン
- アルベルト・ソサージャ 1950s
- エンリケ・フェルナンデス・ビオラ 1960s
- ホセ・バラカ 1968-1971
- フアン・カルロス・ムルア 1971
- ホセ・バラカ 1973-1974
- ホセ・バラカ 1978-1979
- アルベルト・ファネシ 1990-1991
- カルロス・ティモテオ・グリグオル 1994-1999
- カルロス・ティモテオ・グリグオル 2000-2001
- カルロス・ティモテオ・グリグオル 2003-2004
- ロベルト・カルロス・マリオ・ゴメス 2004
- カルロス・イスチア (2004-2005)
- ペドロ・トログリオ (2005-2007)
- フランシスコ・マトゥラーナ (2007)
- フリオ・セサル・ファルシオーニ (2007)
- ギジェルモ・サンギネッティ (2007-2008)
- レオナルド・マデロン (2008-2009)
- パブロ・フェルナンデス (暫定) (2009)
- ディエゴ・コッカ (2010)
- パブロ・モラント (2010)
- アンヘル・カッパ (2011)
- ダリオ・オルティス (2011)
- オスバルド・イングラオ (2011)
- ペドロ・トログリオ (2011-2016)
- ディエゴ・マラドーナ (2019-2020)
- マリアーノ・メッセーラ (2020-2021)
- ネストル・ゴロシート (2021-)

## 歴代所属選手

### GK
- ウーゴ・ガッティ 1969-1974

### DF
- レアンドロ・クフレ 1996-2001, 2002
- ルーカス・リヒト 2000-2006
- / サンティアゴ・ヘンティレッティ 2004-2009

### MF
- グスタボ・バロスケロット 1992-1997
- ペドロ・トログリオ 1997-2002
- ニコラス・メディーナ 2007-2008
- ルーカス・カストロ 2008-2011

### FW
- フランシスコ・バラージョ 1928-1930
- デリオ・オニス 1968-1971
- ネストール・オマール・ピッコリ 1990-1991
- ギジェルモ・バロスケロット 1991-1997
- 桜井孝司 1996-1997
- ディエゴ・アロンソ 1999-2000
- ゴンサロ・バルガス 2005-2006